# 霍建寧
霍建寧（英語：FOK Kin Ning, Canning，1951年8月22日—）是長江集團的高層管理人之一。霍建寧是香港著名的超級「打工皇帝」之首，也是香港稅務局薪俸稅的大戶之一。在2006至2007年，他的收入是1.3亿港元，是当年香港收入最高的人，有媒體指霍氏自1994-2014的收入達25.4亿港元。 

## 早年
1960年代，霍建寧就讀聖三一堂幼稚園（現名聖三一堂曾肇添幼稚園）下午校（1957年畢業）福榮街官立小學以及拔萃男書院。1970年代，霍建寧以文學學士於美國明尼蘇達州私立天主教聖約翰大學(Saint John's University)畢業，其後亦於澳洲新英格蘭大學取得財務管理文憑。

## 创业
1979年返港加入長江集團。晉升為會計主任後，再取得澳洲特許會計師協會會員資格，于1983年離開与友人合资开会计师行。可是，会计师行不久便告结业。

## 发掘
翌年回巢，1985年出任長實董事，年僅33歲。1993年，霍建宁到日本公干，被李嘉诚的另一间公司和黄集团借调过去帮忙，结果和黄集团的董事总经理马世民意外发现此人是一个出色的谈判专家。由日本回到香港后，马很快就向李嘉诚推荐了霍。马世民离职后，霍建宁接替其走马上任，成为和黄新的“一把手”（董事总经理）。

## 軼聞
2006年4月霍建寧以3.5億購買深水灣道37號的豪宅 。
2023年3月23日宣布退居幕後 不再擔任公司集團聯席董事總經理 。

## 職稱
1. 長江基建集團有限公司 - 執行董事兼董事局副主席
2. 長江和記實業有限公司 - 執行董事兼董事局副主席
3. 和記電訊國際有限公司 - 董事局主席
4. 和記港陸有限公司 - 董事局主席
5. Hutchison Telecommunications ( Australia ) Limited - 董事會主席
6. Partner Communications Company Ltd - 董事會主席
7. 赫斯基能源公司 - 董事會聯席主席
8. 和記電訊香港控股有限公司董事局主席

以及若干長和系企業附屬公司董事